# Joachim Raymond
Joachim Raymond, francoski general, * 1755, † 1798.